# Översjön, Bohuslän
Översjön är en sjö i Kungälvs kommun i Bohuslän och ingår i Göta älvs huvudavrinningsområde. Översjön ligger i Svartedalen Natura 2000-område. Sjön är 18 meter djup, har en yta på 0,038 kvadratkilometer och befinner sig 110 meter över havet.